# Битва роботов
«Битва роботов» — открытый инженерный чемпионат по спортивным боям роботов, проводимый в России с 2015 года. В 2023 году благодаря широкой географии участников позиционируется как чемпионат мира по битве роботов.
В ходе соревнований машины вступают в схватку на специально оборудованном ринге, а разработчики управляют ими при помощи пультов. Стартовав как инициатива Московского технологического института и частной компании Promobot, в 2023 году мероприятие приобрело международный масштаб и официально поддерживается Правительством Российской Федерации и Минцифры России.

## История
Чемпионат по робототехнике «Битва роботов» проходит с 2015 года, однако в 2020 году, в 2021 году и в 2022 году мероприятие было перенесено на более поздний срок в связи с пандемией коронавируса COVID-19.

### 2015 год
Первые в России бои роботов прошли в октябре 2015 года в московском в ТЦ «Авиапарк» как развлекательное шоу и отборочный этап чемпионата. Финал «Битвы роботов» состоялся 12 ноября 2015 года в рамках II Пермского инженерно-промышленного форума. Событие собрало 2 000 зрителей, 60 000 фанатов робототехники следили за боями роботов онлайн. В 21 поединке финалистов приняли участие команды из 6 регионов России: Перми, Москвы, Уфы, Краснодара, Ростова-на-Дону и Рязани. Победителем стала пермская команда X-force, гран-при мероприятия составил 300 000 рублей.
X-force (руководитель разработки Максим Гиляев, программист Максим Жилин и механик Андрей Сальников) одержала победу благодаря роботу с пневмомеханизмом, который подбрасывал соперников на высоту более двух метров и выводил их из строя (так называемый робот-флиппер). В робота также был встроен пневмопривод, позволяющий роботу поднять вес до 360 килограммов. При весе в 60 кг робот мог развивать скорость 15 километров в час.

### 2016 год
В 2016 году правила проведения чемпионата были расширены, и «Битва роботов» стала национальной. В отборочных боях приняли участие команды из 7 городов России.
Победителем «Битвы роботов-2016» стала команда из Балашихи Solarbot (капитан и инженер-механик Дмитрий Мелькин, инженер-механик Борис Лонкин, инженер-программист Павел Лонкин) с роботом Шелби, который одержал победу сразу над двумя соперниками благодаря пневмолифту, использовавшему в качестве оружия. Приз за первое место составил 300000 рублей.
В 2016 году чемпионат «Битва роботов» был поддержан региональными администрациями Московской области и Пермского края, а участие в чемпионате помимо россиян приняли команды из Конго, Колумбии и Казахстана.

### 2017 год
«Битва роботов-2017» проходила в рамках Всемирного фестиваля молодежи и студентов в Сочи. Участие в мероприятии приняли 27 команд из России, Индии, Ирана, Испании, Турции, Бразилии и Австралии. Чек на 300 000 рублей и кубок победителя чемпионата достался команде Weber Robotics (капитан Ярослав Орлеанский, механик Алексей Орлеанский и механик-программист Артём Басков) и роботу-флипперу Weber из Москвы.

### 2018 год
В чемпионате незначительно меняются правила. Поскольку на государственном уровне цель состязаний декларируется в том числе как «содействие развитию творческой активности и популяризации инженерных специальностей среди школьников 7-16 лет», чемпионат официально меняет название на Международный инженерный чемпионат «Битва роботов». В число организаторов и партнёров мероприятия помимо «Промобота» вошли АНО WorldSkills Russia (будущее «Агентство развития профессий и навыков»), шведская промышленная компания ESAB и государственная корпорация «Ростех»
Финальные битвы чемпионата прошли в рамках V национального чемпионата сквозных рабочих профессий высокотехнологичных отраслей промышленности WorldSkills Hi-Tech в Екатеринбурге. Победителем «Битвы роботов-2018» стала команда из Индии Blanka Botz (капитан Акшай Депак Джоши, инженер-механик Гириш Нанданвар и программист Прафулл Чаудхари) с роботом Dhanaji, вооружённым вертикальным спиннером. Главный приз чемпионата составил 150000 рублей.

### 2019 год
В 2019 году международный чемпионат «Битва роботов» состоялась в рамках VI национального чемпионата сквозных рабочих профессий высокотехнологичных отраслей промышленности WorldSkills Hi-Tech. В отличие от прошлого года генеральным партнёром «Битвы» стала транснациональная инженерная и технологическая компания Bosch. Победителем чемпионата снова стала команда Solarbot (капитан и инженер-механик Дмитрий Мелькин, механик Евгений Дрималовских и программист Игорь Кузьминых), представившая публике робота-флиппера Archi. Команда получила 150000 рублей в качестве приза за победу в финальной схватке.

### 2023 год
Организаторами «Битвы роботов-2023» выступили Минцифры, «Промобот» и Международный мультиспортивный турнир в концепции фиджитал «Игры будущего» при поддержке корпорации VK, технологической компании ИКС Холдинг и страховой компании «Согаз». Суперфинал чемпионата войдет в программу международного мультиспортивного турнира «Игры будущего» и пройдёт в Казани в 2024 году. По информации Минцифры РФ, в этом году на участие в «Битве роботов» поступило более 190 заявок из 8 стран. Планируется, что в отборочных этапах сойдутся 58 команд из России, Индии, Казахстана, Китая, Турции и других стран. Призовой фонд мероприятия составляет 6000000 рублей. Россию на турнире представляют профессиональные инженеры, студенты технических вузов и любители робототехники. В частности, на чемпионате будут представлены такие российские вузы, как НИЯУ МИФИ, НИТУ, РГАУ-МСХА имени К. А. Тимирязева, СПбГУТ и другие.
По результатам первого отборочного этапа в полуфинал вышли 6 команд. Прямую трансляцию смотрели 3 млн человек. 21 октября в Перми проходит второй отборочный этап. За выход в полуфинал сражаются 34 команды из России, Индии и Китая.

## Правила
Изначально в качестве свода правил «Битвы роботов» был взят международный регламент шоу BattleBots, где роботы сражаются на ринге по системе play-off. В дальнейшем каждый год правила подвергались актуализации: изменялись требования к отдельным участникам, роботам и схваткам.

### Правила чемпионата
В правилах чемпионата «Битва роботов» на 2023 год указано, что к участию в соревнованиях допускаются роботы весом не более 110 кг. Габариты бойцов не должны превышать 120 см по каждому измерению. В качестве материала для корпуса роботов разрешается использовать пластик ПВХ и акрил толщиной до 5 мм. В конструкции робота запрещено использовать радиоактивные материалы (кадмий, ртуть, литий и пр.), токсичные ткани (асбест и пр.), органические составы, биологические и древесные материалы.
Выбор оружия для бойцов зависит от разработчиков, однако существует система ограничений. Роботы не могут использовать:
- жидкости
- пиротехнику;
- метательные средства;
- электрошокеры;
- тросы и ткани;
- радиопомехи.

Отдельные требования выдвигаются к рингу. Он огражден стенками из монолитного поликарбоната и оборудован дополнительными препятствиями для роботов — шнекоротором, пилами и копьями, которые включаются за минуту до окончания боя. Каждый поединок длится 3 минуты.
Каждый поединок оценивают по балльной системе трое судей: как правило, это приглашенные эксперты в сфере робототехники, инновационных технологий и предпринимательства.
Победителем становится робот, который смог вывести соперника из строя или набрал больше баллов за нанесенные повреждения.

### Показательные бои
Кроме официальных битв в рамках чемпионата участники «Битвы роботов» также проводят показательные бои на крупных мероприятиях по всей России и за её пределами. Так, в 2016 году в московском Центре дизайна ARTPLAY прошёл фестиваль «Nano-город». «Битва роботов» выступила гвоздём программы мероприятия. Прошли показательные бои «Битвы роботов». Участники — NaN, «Дровосек», «Коловрат», Solarbot и Energy. Также в 2016 года в Астане состоялись показательные бои «Битвы роботов» в рамках Первого республиканского чемпионата по гонкам на дронах Drone Racing Kazakhstan.

## Значение
Международный чемпионат по спортивным боям роботов «Битва роботов» стал поддерживаемым государством мероприятием для сбора талантливых разработчиков и конструкторов. Боевые машины, созданные российскими инженерами и конструкторами, становятся пособиями для обучения нового поколения инженеров.
Мы даем старт первому чемпионату по «Битве роботов», который проходит в блоке "Игры будущего" — очень большого нового перспективного формата. Он будет зрелищным и должен привлечь внимание молодёжи, технологических компаний, университетов к робототехнике, — сказал министр цифрового развития, связи и массовых коммуникаций Российской Федерации Максут Шадаев на пресс-конференции, посвященной открытию «Битвы роботов» в VK Play Arena
«Битва роботов» получила большой отклик со стороны технологических компаний, исследовательских и государственных учреждений. Поддержку проекта в разное время оказывали Российская венчурная компания, робототехнический центр фонда «Сколково», Департамент науки, промышленной политики и предпринимательства города Москвы, Сбербанк России, VK, «ИКС Холдинг», «Ростелеком» и многие другие структуры.
Участники и победители «Битвы роботов» в дальнейшем представляют Россию на аналогичных соревнованиях в других странах. Так, в 2017 году команды «Битвы роботов» участвовали в международном турнире боевых роботов 2017 FMB Championship в Китае. В состав сборной России вошли разработчики из Москвы (команда Solarbot), Казани («Деструктор») и Санкт-Петербурга (Energy). По итогам первого боя Energy вышла в полуфинал. В результате команда заняла на соревнованиях 3 место. Также в 2017 году команды из «Битвы роботов» «Атом» и «Деструктор» участвовали в чемпионате FMB World Cup в Гуанчжоу. Они сразились с соперниками из Китая, Бразилии и Индии.
В 2023 году Правительство России приняло предложение Минцифры о ежегодном проведении на территории России международного чемпионата по битве роботов. Соответствующее постановление кабмина опубликовано на портале правовой информации. В документе говорится, что Минцифры будет заниматься координацией подготовки и проведения чемпионата. Для организационно-технического и экспертного сопровождения чемпионата был создан организационный комитет. «Дабл Ю Экспо» — оператор чемпионата, а ООО «Промобот» отвечает за техническую экспертизу при проведении чемпионата.

## Критика
Участники соревнований неоднократно высказывали недовольство системой судейства и индивидуального подхода к решению возникающих проблем, в связи с чем в чемпионат могли попасть команды или роботы, не проходящие по формальным требованиям. Например, в 2017 году в команде Solarbot значилось всего два участника, в команде «Сварог» (Санкт-Петербург) — один человек при требовании минимум трёх участников, что не помешало указанным командам соревноваться наравне с прочими.
Зрители соревнований отмечают, что мягкие требования к вооружению роботов приводят к тому, что всё больше команд предпочитают создавать роботов-флипперов, то есть роботов с пневмолифтами, способными перевернуть противника. Четыре из пяти победителей «Битвы роботов» были роботами именно такой конструкции.